# Smrt Smail-age Čengića
Smrt Smail-age Čengića (hrvaško Smrt Smail-age Čengića) je epska pesnitev hrvaškega pesnika Ivana Mažuranića iz leta 1845, ki je bila prvič objavljena v almanahu Iskra za leto 1846. Temelji na resničnih dogodkih umora generala (age) bosanske osmanske vojske Smail-age Čengića, ki ga je leta 1840 ubil črnogorski vojvoda Novica Cerović. V pesmi je Smail-aga znan po svojem pogumu, a omalovaževan zaradi svoje nasilnosti; glavni motiv je njegova smrt, ki se zgodi po njegovem spopadu s hercegovskimi Črnogorci.
Pesem je sprva naročil Dimitrije Demeter. Razdeljena je na 5 delov in vsebuje natančno 1134 verzov.

## Zgodovinsko ozadje
Smail-aga Čengić je leta 1836 sodeloval v bitki proti Črnogorcem pri Grahovem in takrat je padlo devet Petrovićev, med njimi tudi brat Petra II. Petrovića Njegoša. V želji, da bi se mu maščeval za družinsko tragedijo, si je Njegoš nenehno domišljal maščevanje. Za svoj načrt je pridobil Drobnjakovega junaka Novico Cerovića, čigar očeta so Turki s prevaro ubili. Najprej so Črnogorci razširili novico, da je Smail-aga strahopetec in da ne sme od Drobnjaka kupiti tribut. Ko je slišal za to, se je Smail-aga odločil, da gre čim prej k Drobnjacem. V spretno postavljeni zasedi je 20. septembra 1840 skupaj s štiridesetimi drugimi Turki padel. Odsekali so mu glavo in jo odnesli v Cetinje, kot darilo škofu. Iz njegove glave, oblačil in orožja so naredili lutko in jo postavili v sobo. Če bi kdo vstopil in stopil na desko, na kateri je bila lutka, bi se priklonila. To je dejstvo, ki ga je Ivan Mažuranić vnesel v zadnjo pesem Kob, da bi izrazil minljivost slave in moči.
Mažuranić se ni do konca držal zgodovine, ampak je zgodbo po svojih zamislih spremenil in obogatil s svojo romantično domišljijo. Veliko dogodkov je bilo spremenjenih:
- Smail-aga ni umrl pri Drobnjaku, ampak na Gatačkem polju;
- Novica ni slavni črnogorski junak, ampak Turek in turški izdajalec;
- Četo vodi Mirko, čeprav v resnici ni bilo tako, čeprav se domneva, da je prav Mirko Aleksić Smail-agi odsekal glavo.[2]

## Kompozicija
Pesem je razdeljena na pet sklopov, 1134 stihov (osmercev in desetercev): 
- Smail-agino razkazovanje moči (hrvaško Agovanje),
- Nočni popotnik (Noćnik),
- Družba (Četa),
- Tribut (Harač) in
- Poguba (Kob).

### Prikaz moči (Agovanje)
Smail-aga vlada iz svoje utrdbe v Stolcu v Hercegovini. Svoje služabnike pokliče, naj zberejo Gorjane, ki jih je nedavno ujel blizu reke Morače. Pripelje tudi Duraka, starca, ki mu je svetoval, naj izpusti svoje ujetnike, ker se je bal maščevanja pravoslavnega prebivalstva (»Vlahi«), če bi jih usmrtil.
Svojim ujetnikom grozi, preden jih ubije, a Črnogorci molčijo, ko jih usmrtijo s pribijanjem na kol, obešanjem in obglavljenjem. Mladi Turki gledajo in so zadovoljni, medtem ko starejši Turki pričakujejo povračilne ukrepe in molčijo od strahu. Smail-aga je razočaran in v strahu nad dejstvom, da so njegovi ujetniki ohranili mirnost.
V trenutku strahospoštovanja in besa se obrne na Duraka, ker mu je odsvetoval njegove brutalne navade in mu zagrozi, da ga bo obesil pred njegovim sinom Novico. Durak in Novica prosita za Durakovo življenje, vendar ga Smail-aga kljub temu obesi.

### Nočni popotnik (Noćnik)
Novica se odpravi ponoči proti Cetinju, vedoč, da ne bo mogel pri belem dnevu živ skozi Črno goro, saj je sodeloval v bojih proti njim s Smail-ago. Pelje skozi Cuce, Bjelice in Ćekliće ter doseže cetinjske straže.
Novica se predstavi kot borec iz Tušine, vasi pod Durmitorjem, obupan, potem ko je Čengić ubil njegove rojake iz Morače in njegovega očeta, ter išče maščevanje. Stražarji mu dovolijo prehod, potem ko so ga razorožili.

### Četa (Četa)
Četa hajdukov se pomika s Cetinja proti Morači skozi Zagarač, Bjelopavliće in Rovce. Tiho se premikajo, vodi jih Mirko.
Četa se usede k počitku ob reki Morači. Ko ob sončnem zahodu pastirji začnejo vračati svoje ovce, duhovnik pristopi k moškim in začne hvaliti njihov boj. Med govorom Novica pristopi k skupini in jim pove svoj cilj. Prosi za blagoslov in duhovnik ga blagoslovi, hajduki pa prejmejo evharistijo. Duhovnik odide in četa nadaljuje pot.

### Tribut (Harač)
Na Gatačko polje pride Smail-aga s svojimi možmi na konjih. Postavili so tabor in nameravajo pobirati harač (tribut – davek) od domačinov Gacka in okoliških vasi. Za plačilo zahtevajo cekin za vsakega, pa tudi ovna in mladenko na hišo. Ker večina kmetov ne zmore plačati, jih Turki privezane na konje odvlečejo nazaj v tabor.
Medtem Smail-aga vadi met kopja. Svojega služabnika Saferja po naključju udari, ko meri na kristjana, in Safer izgubi oko. Smail-aga v navalu jeze ukaže svojim možem mučiti ujete kmete. Kmete preganjajo na konjih. Ko utrujeni padejo na tla, jih Turki s konji vlečejo po tleh. Smail-aga nato ukaže, naj ujetnike bičajo, dokler ne vstanejo, in jim zagrozi, da jih bodo podkovali s podkvami v posmeh, ker so bosi.
Turki se posladkajo z ovnom na ražnju in vržejo kosti svojim ujetnikom, ki trdijo, da že nekaj dni niso jedli. Pripravijo se, da bodo kmete z glavo navzdol obesili na lipe in jim zažgali seno pod glavo.
Četa hajdukov potuje skozi burno noč v Smail-agin tabor. Smail-aga sedi v svojem šotoru, pije kavo in kadi pipo s svojima pajdašema Baukom in Mustapo. Prosi Bauka, da mu zapoje ob guslah. Bauk se posmehuje Smail-agi, poje o nekem Rizvan-agi, ki je pobiral harač na Kosovu, dobil pa bakrene namesto zlatih cekinov, suhe ovne in dobil starke za posilstvo. Smail-aga je besen in zbere svoje može, da ponovno napadejo kristjane.
V tistem hipu napade četa Smail-ago in ubije Saferja s strelom v drugo oko. Mirko ubije Smail-ago, drugi hajduki pa Mustapa, več njegovih imenovanih pajdašev in okoli trideset drugih Turkov. Bauk ponoči pobegne, Novica pa ob Smail-agi pade na glavo, ko skuša obglaviti truplo.

### Poguba (Kob)
Mrtvo telo Smail-age je spremenjeno v lutko, ki stoji v koči pri Cetinju. Nosi vsa svoja stara oblačila in orožje, toda lutka je narejena tako, da sklene roke in se prikloni križu, ki ga sproži udarec po tleh.

## Sprejem
Bogoslav Šulek je v almanahu Danica leta 1846 pesem imenoval »najlepše delo letošnje Iskre«. Trdi, da delo premošča vrzel med »romantično« in »ljudsko« poezijo in trdi, da »nekateri sledijo romantiki Zahoda in Dubrovnika, drugi se oklepajo ljudske poezije. Vsaka stran ima svoje razloge; čeprav se mi zdi, da tukaj, kot vedno – in medio virtus«. Hrvaški literarni zgodovinar Ivo Frangeš, ki se na splošno strinja s Šulekom, opozarja na več težav z njegovo terminologijo. Najpomembneje pa je, da bi dubrovniško literaturo lahko natančneje opisali kot podaljšek klasicizma kot romantike. Ne strinja se s tem, da Mažuranić ob vključevanju ljudskih elementov močneje teži k umetniškemu, kadar se interpretira dinamično.

## Citat
Ljutit aga mrko gleda
Gdje se silom divit mora
Silan arslan gorskem mišu.
prevod:
Jezni aga mrko pogleda
Ko je on, mogočni lev, prisiljen
Občudovati gorsko miško.